# Việt hầu Doãn Thường
Doãn Thường (chữ Hán: 允常; trị vì 538 TCN - 496 TCN), là tên của một vị vua nước Việt thời Xuân Thu trong lịch sử Trung Quốc, theo Sử Ký Tư Mã Thiên - Việt vương Câu Tiễn thế gia - thì Doãn Thường là con trai của Phu Đàm và là cha của Câu Tiễn.
Sau khi Doãn Thường nối ngôi cha trị vì nước Việt thì giữa nước này với nước Ngô láng giềng thường xuyên xảy ra xung đột, nguyên nhân chủ yếu là do sự cạnh tranh đánh bắt thủy hải sản giữa các ngư dân của 2 nước. Ngoài ra còn có lý do khác là giành quyền kiểm soát bờ biển để làm nghề phơi muối, cứ dăm bữa nửa tháng là quân dân hai nước lại có va chạm và tình trạng mâu thuẫn đó như giống như một lò lửa đang cháy âm ỷ chờ ngày bùng phát.
Năm 505 TCN, Việt hầu Doãn Thường nhân cơ hội vua Ngô là Hạp Lư trực tiếp dẫn binh tiến đánh nước Sở, vẫn còn đang đóng quân ở Sính Đô bèn ồ ạt công kích tổng lực sang nước Ngô, Hạp Lư vội vã sai Tôn Vũ về cứu viện cấp tốc để giải nguy ở mặt trận này. Vì lực lượng bị chi phối nên khi Tần Ai Công phát binh cứu Sở, lực lượng quân Ngô đồn trú quá mỏng buộc phải rút lui khiến nước Sở được phục hưng, vì mối hận trên mà Hạp Lư quyết tâm phải diệt nước Việt để trả thù.
Năm 496 TCN, Doãn Thường ốm nặng, nằm trên giường bệnh đang hấp hối chờ ngày chết, Hạp Lư biết tin lợi dung nước Việt có việc bèn đưa quân tiến thẳng vào biên giới nước Việt. Tuy nhiên, con Doãn Thường là Câu Tiễn đã đề phòng việc này nên đã có sự trù bị sẵn, Hạp Lư mắc bẫy quân Việt bị trúng tên ngã nhào xuống ngựa, về đến nước thì chết. Trước khi chết, Hạp Lư dặn con là Phù Sai phải trả thù cho cha, còn về phần Việt hầu Doãn Thường thì cũng chỉ chết sau Hạp Lư một vài hôm.